# Бенфіка (Прая)
Футбольний клуб «Бенфіка Прая» (порт. Associação Benfica Futebol Clube da Praia) — футбольний клуб із міста Прая на острові Сантьягу в Кабо-Верде. Клуб виступає в першому дивізіоні чемпіонату острова Сантьягу (південна зона).

## Історія
Клуб був заснований у 2009 році, та є другим дочірнім клубом португальського клубу «Бенфіка», разом із клубом «Травадореш», і третій на острові після клубу «Бенфіка» (Санта-Круж) з Педра-Бадежу. «Бенфіка» виграла перший чемпіонат острова у другому дивізіоні, та вперше зіграла в першому дивізіоні південної зони Сантьягу в сезоні 2016—2017 років, посівши восьме місце.

## Стадіон

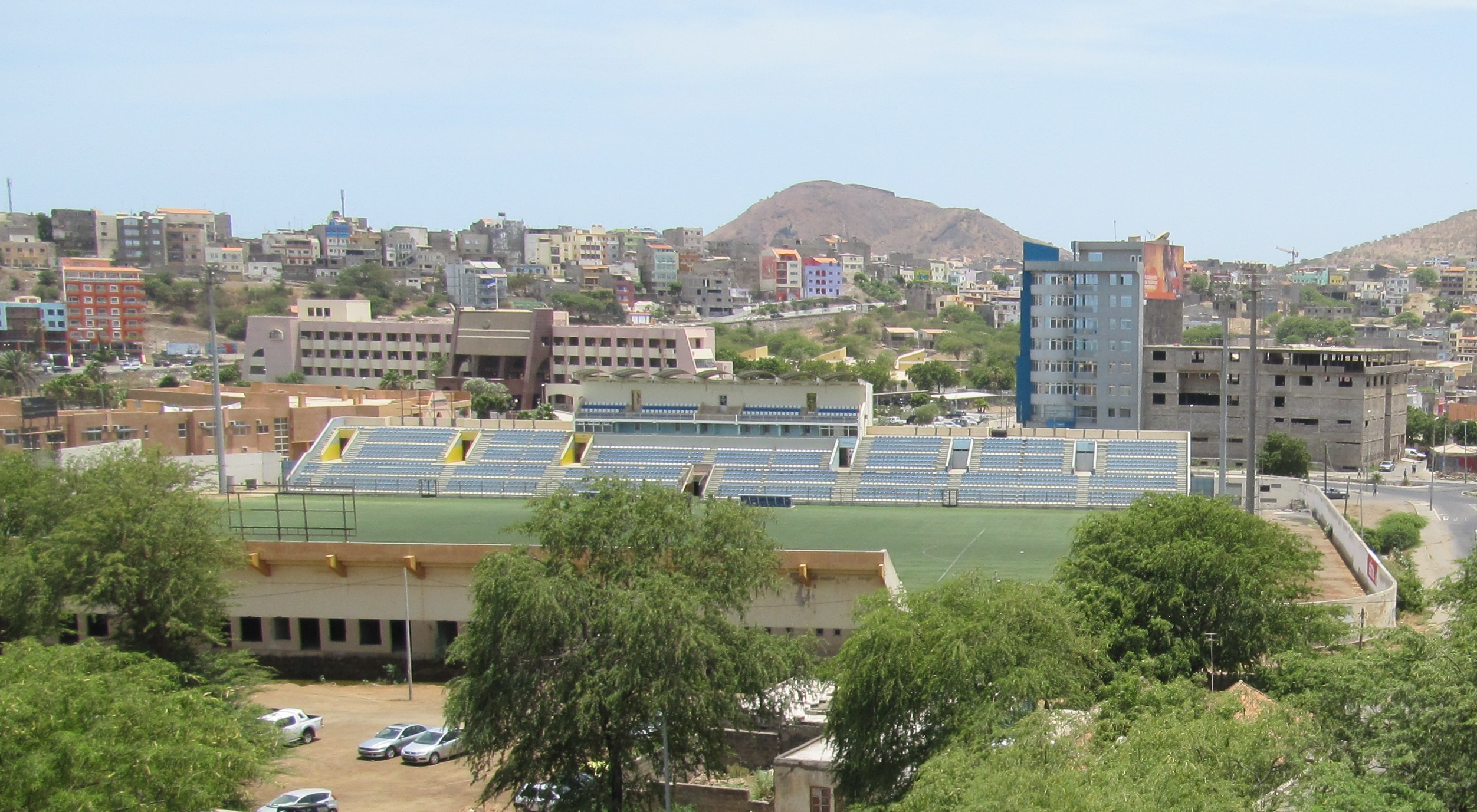
Ештадіу да Варжеа

Клуб грає домашні матчі на стадіоні «Ештадіу да Варжеа», на якому грають також інші клуби, зокрема «Спортінг» (Прая), «Боавішта» (Прая), «Травадореш», «Академіка» (Прая), «Віторія» (Прая) та «Дешпортіву да Прая».

## Титули і досягнення
- Переможець другого дивізіону південної зони острова Сантьягу: 2016—2017